# 加藤隆勝
加藤 隆勝（かとう たかかつ、1931年7月30日 - ）は、日本の教育心理学者。学位は、教育学博士（論文博士・1977年）（学位論文「青年期における自己意識の構造」）。筑波大学名誉教授。

## 来歴
秋田県出身。1954年東京教育大学心理学科卒、1960年同大学院博士課程中退、1977年「青年期における自己意識の構造」で教育学博士の学位を取得。岐阜大学講師、文部省初等中等教育局、東京教育大学助教授、筑波大学助教授、教授。1995年定年退官、名誉教授。

## 著書
- 『青年期 その心理と思想』誠信書房、1964
- 『特別活動と自主性の育成』明治図書出版、1973
- 『現代っ子 その生活と価値意識』大日本図書、1974 現代心理学ブックス
- 『青年期の意識構造 その変容と多様化』誠信書房、1987
- 『子どもと教育』大日本図書 (制作)、1992

### 共編著
- 『生活をゆたかに（青年の心理）』斎藤耕二共著、大日本図書、1966
- 『青年期の悩み』編著、明治図書出版、1968 生徒指導問題双書
- 『小学校特別活動問題新書』宮田丈夫共編、明治図書出版、1969
- 『双書児童活動の実践研究』宇留田敬一共編集、明治図書出版、1969
- 『学級指導と学級経営』第1～6学年 青木孝頼共編 、明治図書出版、1970
- 『児童の理解 第2巻　子どもの発達』村石昭三共編 、東洋館出版社、1970
- 『小学校新指導要領の評価研究 道徳・特別活動の指導と評価事例』編、明治図書出版、1972
- 『特別活動研究授業細案 児童活動編』編、明治図書出版、1972 新学習指導要領の研究授業シリーズ
- 『特別活動研究授業細案 学級指導編』編、明治図書出版、1974 新学習指導要領の研究授業シリーズ
- 『児童・生徒の自主性と規律』編、明治図書出版、1977 特別活動研究双書
- 『五年生の心理』編、大日本図書、1978 現代心理学ブックス 小学生の心理
- 『六年生の心理』編 、大日本図書、1978　現代心理学ブックス 小学生の心理
- 『「ゆとりの時間」を生かした特別活動の創造 小学校編』内海静雄共編、明治図書出版、1978 特別活動研究双書
- 『高校生の心理』斎藤耕二共編、有斐閣選書、1981
- 『女子中学生の心理』編、大日本図書、1981 現代心理学ブックス
- 『男子中学生の心理』編、大日本図書、1981 現代心理学ブックス
- 『中学校生徒指導』深谷昌志共編、教育出版、1983
- 『現代社会と子ども』編、朝倉書店、1984
- 『思春期の人間関係 両親・先生・友だち』編、大日本図書、1984 現代心理学ブックス
- 『新生徒指導基本用語辞典』宇留田敬一共編、明治図書出版、1984 新基本用語辞典シリーズ
- 『青年心理学概論』高木秀明共編 、誠信書房、1997

## 論文
- 「虚偽の発生条件に関する実験的研究」 『心理学研究』 第30巻 2号 1959
- 「自己意識の分析による適応の研究」 『心理学研究』 第31巻 1号 1960
- 返田健と共著 「青年の自己像、理想的自己像及び理想的異性像に関する一考察」 『教育心理学研究』 第9巻 1号 1961
- 「青年期における自己受容と自己批判の年齢的変容について」 『岐阜大学学芸学部研究報告 (人文科学)』 第11号 1962
- 「中学生における自己の閉鎖性と開放性」 『岐阜大学学芸学部研究報告 (人文科学)』 第14巻 1965
- 「自己意識の発達に関する研究の現状と課題」 『東京教育大学教育学部紀要』 第24集 1978